# Embaixada da Venezuela, Washington, D.C.
A Embaixada da Venezuela em Washington, D.C. é a missão diplomática da Venezuela para os Estados Unidos.
A embaixada está localizada na 1099 30th Street, Northwest, Washington, D.C. no bairro Georgetown.
A embaixada também opera consulados gerais em Boston, Chicago, Nova Iorque, São Francisco, Houston e Nova Orleães.
O embaixador é Bernardo Álvarez Herrera.
Em 2019, os representantes do governo de Nicolas Maduro foram retirados e os Estados Unidos autorizaram a entrada da delegação indicada pelo governo autoproclamado de Juan Guaidó.